# Collaea stenophylla
Collaea stenophylla är en ärtväxtart som först beskrevs av William Jackson Hooker och George Arnott Walker Arnott, och fick sitt nu gällande namn av George Bentham. Collaea stenophylla ingår i släktet Collaea, och familjen ärtväxter. Inga underarter finns listade i Catalogue of Life.